# ロッコ・シフレディ
ロッコ・シフレディ（Rocco Siffredi、1964年5月4日 - ）はイタリア・オルトーナ出身の元ポルノ男優兼俳優。現在ポルノ映画の監督・製作者として働いている。2005年の時点で、彼は1,300本以上のポルノ映画に出演した。シフレディの芸名は、映画『ボルサリーノ』(1970年) でアラン・ドロンが演じた「ロック・シフレディ Roch Siffredi」から付けられたと言われる。彼は9.5インチ（約24cm） の巨大なペニスサイズから「イタリアの種馬」の異名を持つ。

## ポルノの経歴
フランスで映画デビューを果した後、彼はハンガリーのブダペスト（後に彼の製作会社「Rocco Siffredi Produzioni」の拠点となる）、カナダ、ロシア、ブラジル、東部ヨーロッパ諸国など様々な海外の映画に出演した。シフレディは、彼のアナルセックスとアニリングスに対する嗜好のためポルノ映画界で有名になった。これは彼の経歴にカルトな方向性を与える事となる。
シフレディの映画は、内容・傾向が他と大きく異なる。彼は当初Vivid（ヴィヴィッド・エンターテインメント - アメリカの大手ポルノ映画会社）スタイルのロマンティックな冒険コメディの映画に出演していたが、後のジョン・スタグリアーノ監督のEvil Angel Video作品におけるBDSMシーンでは、女性につばを吐き、平手打ちを喰らわせ、イラマチオと尿のぶっかけ（アメリカ版では検閲されている）を実行し、ディープスロート（相手の喉奥深くまで陰茎の全てを飲み込ませるフェラチオ）で共演者に吐き気を催させ、時には涙を浮かべさせる程に髪を引っ張った。稀にマゾ役を演じた『Rocco più che mai a Londra 2 』、『Rocco: Animal Trainer 11 』、『 Il Marchese de Sade 』（後者では女装して出演した）などの映画で、シフレディは支配的な性行為に対する受身の立場を演じた。
彼の映画の多くは、愛情豊かで、ロマンチックな場面から始まり、非常に長く激しいアナルセックスの連続に転じていく。クライマックスはしばしば、女性共演者のうち1人の広がった肛門にカメラの焦点を合わせ、そこにつばを吐いたり、射精したり、他の共演者に舌で肛門をきれいにさせるといったシーンになる。
『Never Say Never to Rocco Siffredi 』を監督するとき、シフレディは伝統的な手法を1歩押し進めた。公園での撮影において、シフレディは見知らぬ（と推定される）通行人を捉まえ、女性共演者に彼らに対するオーラルセックスを要求した。彼らはまがい物には見えないが、このような一見現実的な場面が監督／製作者によって事前に用意されることは珍しいことではない。にもかかわらず彼の映画における非常な迫真性のために、シフレディの映画に出演したいという若いヨーロッパの女優は後を絶たなかった。

## 一般メディア
シフレディは、ポルノ映画界と一般メディアの垣根を越えた、アピールと成功を享受した数少ないポルノ男優の1人である。主な例として、彼の演技は異性とのポルノに限られたが、その美貌は多くのゲイの観衆を惹き付けた。1990年12月、主要成人誌「Playgirl」の中央見開きページ（センターフォールド）にロッコのヌード写真が掲載され、表紙には「AT LAST! A CENTERFOLD TO DIE FOR!」と大きく記された。これはアメリカのポルノファンに向けて、ロッコの大幅なイメージアップとなった。
1999年、彼は論争を引き起こしたカトリーヌ・ブレイヤ監督・脚本の映画『ロマンスX』に出演した。この出演の後、同じ監督による2003年の映画『FOUR NIGHTS -4夜-』で、ブレイヤはロッコが演じるための主要登場人物を書いた。彼は女性と性的に親密になる両性愛の男性を演じた。どちらの映画もシフレディの擬似ではない性的場面を呼び物にしている。しかし彼が『ロマンスX』で実際に共演女優キャロリーヌ・デュセイと性行為を行なったかどうかは疑問視されている。
シフレディは以下のイタリアのテレビで、ポルノではない役も演じている。
- スナック菓子「Amica Chips」のテレビコマーシャル。かなりの論争を呼び、放送されない箇所があった。
- 彼の妻と共演したSMS・「48248」のテレビコマーシャル。
- アメリカ・MTVの『パンクト』に似たドッキリ番組、「Scherzi a parte」の1エピソードに知らされず出演。

## 私生活
シフレディはハンガリー出身のイタリアのポルノ女優で、元ミス・ハンガリーのロサ・キャラシオロ（本名ロージャ・タッシ (Rozsa Tassi) ）と1991年に結婚した。
2004年6月、シフレディは彼の子供たちのためにポルノ男優を引退し、監督業に専念すると宣言した。「私の子供たちは成長しています」と彼は語った。「そして、私はもはや『お父さんは、家族のために金を稼ぐため働いている。』と言うことができません。彼らはもっと知りたがるでしょう。」
しかし2007年現在、シフレディは出演し続けている。ポルノ監督アクセル・ブラウン (Axel Braun) は、2004年にAdult Video Newsに語った。「問題は彼が長年『王座の後継者』を見つけようとしていたということです。しかし、それは容易ではありません。彼はナッチョ・ヴィダルにそれを認められると考えました。だがナッチョは我が道を行きました。」

## 受賞
シフレディは1991年のベストグループセックスシーン（ビデオ部門）『Buttman's Ultimate Workout 』での初受賞以来、40近いAVNの賞を獲得した。以下はその一部である。
- 2006年 - 海外最優秀監督 『Who Fucked Rocco? 』
- 2002年 - 最優秀ビデオシリーズ  『Rocco: Animal Trainer 』
- 2003年 - 最優秀監督（ビデオ部門） 『Ass Collector 』
- 1993・1996年 - 年間最優秀男優
- 2003年 - 最優秀アナルセックスシーン（映画部門） 『The Fashionistas 』（ケイト・フロスト (Kate Frost) と共に）
- 2006年 - 最優秀プロ・アマ参加作品 『Rocco's Initiations 9 』
- 2001年 - 最優秀海外作品 『Rocco: Animal Trainer 3 』
- AVN殿堂入り[3]

シフレディはAVNマガジン「オールタイムトップ50ポルノスター」で10位にランクされている。彼はこの他にも、権威あるホット・ドー (Hot D'Or) のプラチナ賞やXRCO殿堂入り など、多数の賞を授与された。

## トリビア
- イタリアのサスペンション製造会社マルゾッキは、2006年に「ロッコ」と呼ばれる後部ショックアブソーバーを製作した。

## 文献
ニコラス・バルバーノ Nicolas Barbano 著『Verdens 25 hotteste pornostjerner]（世界で最も人気の高い25人のポルノスター）』(デンマーク、ロシナンテ社 1999年 : ISBN 87-7357-961-0) には彼について書かれた章がある。